# 魏狼
魏狼（？—？）是三国时期住在蜀汉越巂郡北部边界的捉马族的首领。
蜀汉建兴年间（223年—237年），张嶷任越巂太守时，郡北边界的捉马族骁勇善战，不服从管理。张嶷率兵讨伐，活捉捉马族的首领魏狼，经开导后释放，让他回去招抚其他的人。张嶷又上表蜀汉朝廷，封魏狼为邑侯，部落的3000多户都在当地安居并承担对朝廷的义务。其他部落听说后，大多也渐渐归附。张嶷凭借这些功劳，获封关内侯。